# VK (azienda)
VK (nota in precedenza come Mail.ru Group) è un'impresa russa del web.

## Storia
Mail.Ru fu fondata nel 1998 per offrire un servizio di posta elettronica (da cui deriva il suo nome) e diventò una delle protagoniste del segmento russofono di Internet. Secondo comScore nel 2013 la totalità dei siti appartenenti a Mail.Ru hanno il più grande seguito di utenti in Russia.
Mail.ru possiede la quota di maggioranza di VKontakte (51,99%) e di Odnoklassniki (58%), due grandi social network.
Nel 2016 è stata acquisita dal secondo gruppo di telefonia mobile russo, Megafon.

## Servizi
VK offre una varietà di prodotti di comunicazione on-line e servizi di intrattenimento, principalmente destinati al mercato russo ma disponibili in tutto il mondo.
- Email e portale
- Social network – VK, OK.ru, My World
- Messaggistica istantanea – Agent, ICQ, TamTam[2]
- Giochi online – giochi MMO, giochi di società, giochi per cellulari
- Ricerca ed e-commerce – ricerca, headhunter, confronto prezzi
- My.com – comunicazione integrata e piattaforma di intrattenimento (myMail, myChat, myGames, Maps.me e GuideWithMe)
- Cloud – cloud storage, app disponibile per PC e smartphone[3]

## Game publisher
Mail.ru Group è molto attiva nel panorama dei giochi MMO Free-to-Play grazie allo sviluppo e alla pubblicazione in tutto il mondo di diversi giochi online. Fra i più famosi ricordiamo Allods, Skyforge, Revelation Online e Cloud Pirates, che hanno portato al brand popolarità anche al di fuori della Russia.